# 박용섭 (e스포츠인)
박용섭(1995년 6월 12일 ~ )은 대한민국의 프로게임단 지도자이다. 현재 농심 레드포스 2군 코치를 맡고 있다.

## 지도자 생활
2019년 10월 그리핀의 코치로 부임했다.
2021년 2월, 농심 레드포스의 2군 코치로 부임했다.